# Abi Masatora
Abi Masatora (阿炎 政虎, né Kōsuke Horikiri (堀切 洸助, Horikiri Kōsuke) le 4 mai 1994) est un lutteur de  sumo professionnel japonais originaire de la préfecture de Saitama. Il a commencé sa carrière en mai 2013 et appartient à l'écurie Shikoroyama. Il parvient en division makuuchi en janvier 2018. Il a remporté trois prix de la combativité, trois étoiles dorées pour avoir vaincu un yokozuna et atteint un plus haut rang de sekiwake en mars 2022.
Il gagne le tournoi de novembre 2022 en battant successivement le maegashira 1 Takayasu et l’ozeki Takakeishō.

## Carrière
Il a été promu en jūryō pour le tournoi de mars 2015 avec Amakaze et Ishiura. À cette occasion, il a pris le shikona d'Abi, suivant l'idée de son entraîneur l'ancien sekiwake Terao. Les deux caractères utilisés pour écrire Abi (阿炎) ont été choisis dans l'espoir qu'il soit fort comme Asura, divinité aux bras nombreux, dont le premier caractère (阿) est identique, et qu'il soit flamboyant (炎) sur le dohyō.

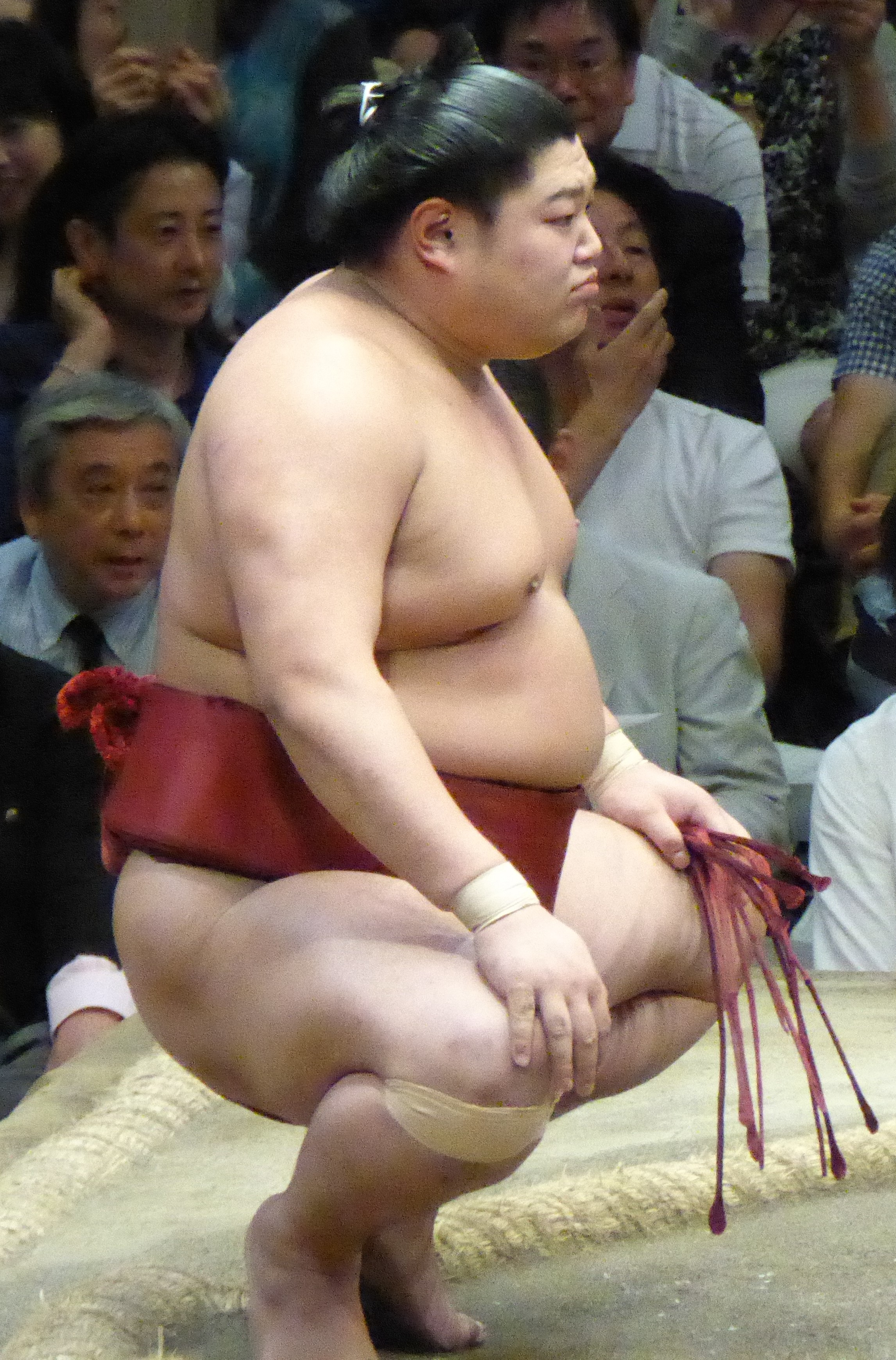
Lors du tournoi de mai 2018

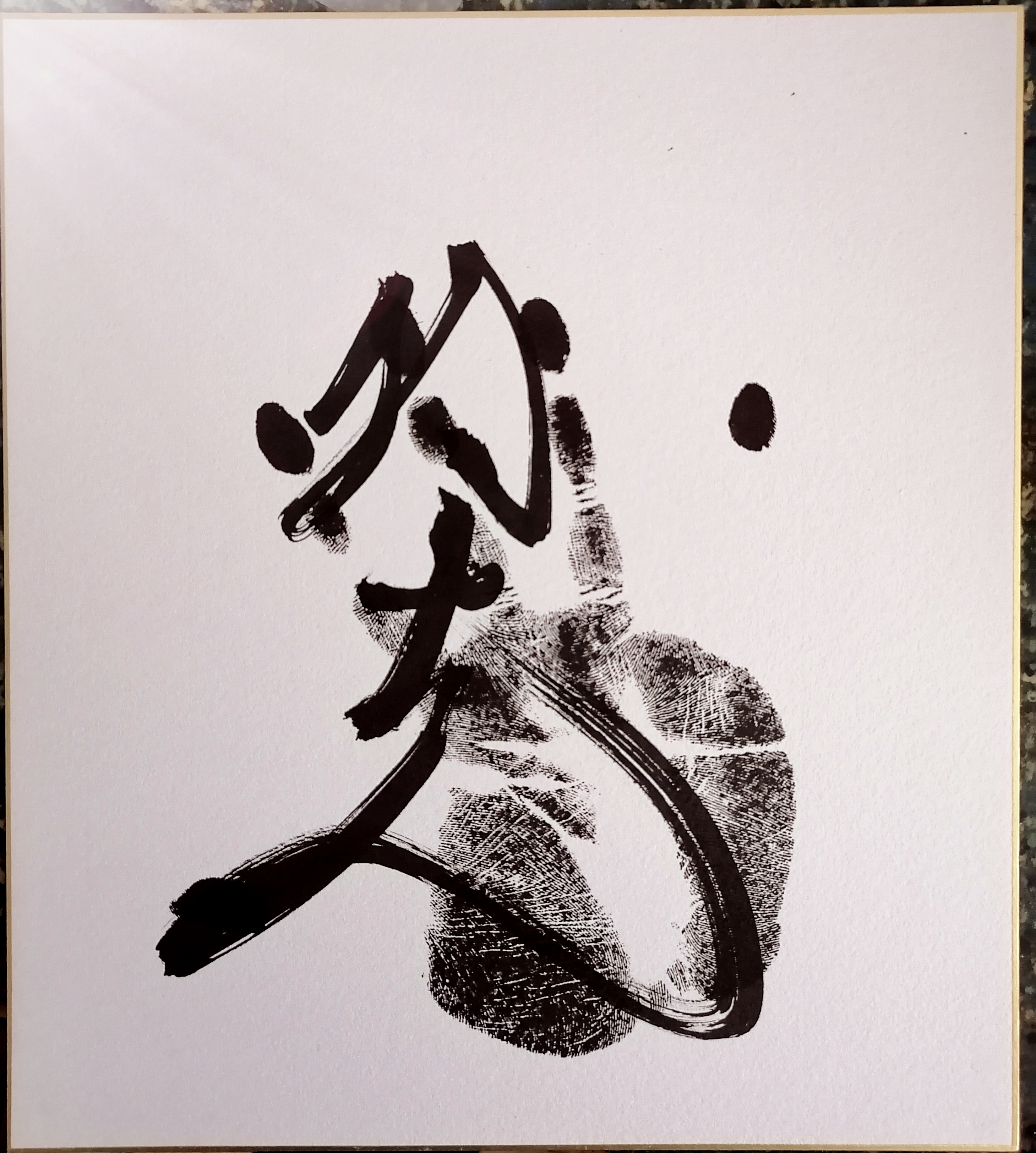
Tegata originale (empreinte de la main + autographe) du lutteur de sumo Abi Masatora

Il a fait l'objet d'une réprimande de l'Association japonaise de sumo (JSA) en novembre 2019 après avoir publié une image sur Instagram de son ami et collègue lutteur Wakamotoharu ligoté et bâillonné avec du ruban adhésif dans le cadre d'une blague. Cela a été jugé inapproprié et la JSA a conseillé aux lutteurs de ne pas publier sur leurs réseaux sociaux individuels à l'avenir, bien que les comptes gérés par les écuries ne soient pas affectés. En février 2020, il a de nouveau été réprimandé après avoir déclaré aux journalistes, sans y être invité, qu'il avait dormi pendant un atelier organisé par la JSA pour expliquer les modifications du règlement portant sur les médias sociaux qu'il avait initiés.
Son maître d'écurie l'a retiré du tournoi de juillet 2020 après qu'il a admis avoir visité un bar à hôtesses en dépit des mesures préconisées par la JSA contre la propagation du COVID-19,. La JSA a suspendu Abi pour trois tournois et réduit son salaire ainsi que celui de son maître d'écurie tout en rejetant la démission qu'il avait demandée. Bien qu'il se soit récemment marié, il a été contraint de retourner dans son écurie sous surveillance stricte. Sa lettre de démission est conservée par la JSA et sera activée si de nouvelles transgressions des règles adviennent.
Abi a pu combattre de nouveau au tournoi de mars 2021, avec le rang de makushita 56. Il redevient sekitori pour le tournoi de juillet 2021 puis makuuchi pour celui de novembre 2021, au cours duquel il remporte la deuxième place (12-3) et son troisième prix de combativité. Il est de nouveau en lice pour la victoire lors du tournoi de janvier 2022, gagne une troisième étoile dorée en battant le yokozuna Terunofuji le 14e jour et remporte son premier prix spécial shukun-shō.
À la suite de ces deux performances consécutives, Abi monte au classement pour atteindre un nouveau sommet en carrière pour le tournoi de mars 2022, avec le troisième rang le plus élevé, sekiwake. Ceci marque son retour au san'yaku après avoir été classé komusubi au cours de quatre tournois en 2019 et 2020.

## Famille
Abi s'est marié en juin 2020 après une relation de trois ans. Il a une fille. Après avoir vécu séparé de sa famille à la suite de sa suspension en 2020, Abi prévoit de la rejoindre après le tournoi de mars 2022.

## Style de combat
Abi est un spécialiste du tsuki/oshi, ce qui signifie qu'il préfère gifler et pousser ses adversaires plutôt que de se battre au mawashi (ceinture). Ses kimarite les plus courants sont oshi-dashi (poussée dehors au contact), hataki-komi (appui vers le bas) et tsuki-dashi (poussée dehors à distance).